# Prestatyn Town Football Club
El Prestatyn Town Football Club (en galés: Clwb Pêl Droed Tref Prestatyn) es un club de fútbol de Gales, con sede en Prestatyn. Fue fundado en 1910 y compite en la Cymru North, segunda categoría del fútbol galés.

## Historia
Prestatyn Town se fundó en 1910, año en que jugaron su primer partido (el 20 de octubre), cuando derrotaron a las reservas del Rhyl FC 3-2.
Durante toda su historia fue un equipo que jugó en las divisiones inferiores del fútbol galés. Cuando la Asociación de Fútbol de Gales creó una liga propia, el club se apuntó a la estructura y abandonó los campeonatos ingleses.
Durante buena parte de su historia el club permaneció en la Cymru Alliance, grupo norte de la segunda categoría de Gales, y en la temporada 2007/08 consiguió ascender a la Premier League por primera vez en su historia. Aunque partía como favorito para el descenso, el club salvó la categoría al terminar en decimoquinto lugar, y un año después consiguió plaza en la remodelación del campeonato al acabar octavo, el mejor puesto en su trayectoria. Pese a estar en la élite del fútbol galés, el equipo mantiene una estructura semiprofesional.

## Palmarés

### Torneos nacionales
- Copa de Gales (1): 2012-13
- Segunda División de Gales (3): 2007-08, 2016-17, 2019-20
- Tercera División de Gales (1): 2005-06

## Participación en competiciones de la UEFA
| Temporada | Torneo             | Ronda            | Club               | Casa | Visita | Global       |
| --------- | ------------------ | ---------------- | ------------------ | ---- | ------ | ------------ |
| 2013–14   | UEFA Europa League | Clasificatoria 1 | Liepājas Metalurgs | 1–2  | 2–1    | 3–3 (4–3 p.) |
| 2013–14   | UEFA Europa League | Clasificatoria 2 | Rijeka             | 0–3  | 0–5    | 0–8          |